# جاي آر جيدنز
جاي آر جيدنز (بالإنجليزية: J. R. Giddens)‏ مواليد 13 فبراير 1985 في أوكلاهوما سيتي، هو لاعب كرة سلة أمريكي بدأ مسيرته الاحترافية في سنة 2008 حيث تم اختياره من قبل فريق بوسطن سيلتكس خلال الدرافت،. يبلغ طوله 6 قدم 5 بوصة (2.0 م).

## فرق لعب لها
- بوسطن سيلتكس
- نيويورك نيكس
- بينارول دي مار ديل بلاتا

## إحصائيات المسيرة

### الموسم الاعتيادي
| السنة   | الفريق       | لعب | بدأ | دقيقة | ميداني% | ثلاثية | حرة  | ارتداد | صنع | استلاب | تصدي | نقطة |
| ------- | ------------ | --- | --- | ----- | ------- | ------ | ---- | ------ | --- | ------ | ---- | ---- |
| 2008–09 | بوسطن سيلتكس | 6   | 0   | 1.3   | .667    | .000   | .000 | .5     | .0  | .2     | .0   | .7   |
| 2009–10 | بوسطن سيلتكس | 21  | 1   | 4.7   | .429    | .000   | .500 | 1.0    | .3  | .2     | .0   | 1.1  |
| 2009–10 | نيويورك نيكس | 11  | 0   | 12.7  | .487    | .000   | .636 | 2.8    | .6  | .5     | .1   | 4.1  |
| المسيرة |              | 38  | 1   | 6.5   | .476    | .000   | .565 | 1.4    | .3  | .3     | .1   | 1.9  |

## روابط خارجية
- جاي آر جيدنز على موقع الدوري الأوروبي لكرة السلة (الإنجليزية)
- جاي آر جيدنز على موقع إن بي أي (الإنجليزية)
- جاي آر جيدنز على موقع سبورتس رفرنس (الإنجليزية)
- جاي آر جيدنز على موقع كرة السلة الأوروبية.كوم (الإنجليزية)
- جاي آر جيدنز على موقع DraftExpress.com (الإنجليزية)
- جاي آر جيدنز على موقع كلية كرة السلة في سبورتس رفرنس.كوم (الإنجليزية)
- جاي آر جيدنز على موقع ريلجم (الإنجليزية)
- جاي آر جيدنز على موقع بروبوليرز (الإنجليزية)
- جاي آر جيدنز على موقع سبورتس رفرنس (الإنجليزية)
- جاي آر جيدنز على موقع سبورتس رفرنس (الإنجليزية)